# Armillaria gallica
Espèce
Synonymes
- Armillaria bulbosa (Barla) Kile & Watling[1]
- Armillaria inflata, Velen
- Armillaria lutea,  Gillet

Armillaria gallica est une espèce de champignons basidiomycètes de la famille des physalacriacées. Il est présent en Amérique du Nord et au Japon. Il est polymorphe, lignicole et fasciculé. 
Il constitue sans doute l'un des plus anciens et des plus grands organismes vivants individuels sur terre. On estime que son mycelium peut s'étendre sur plus de 150 000 mètres carrés, avoir une masse de 10 000 kg et un âge de 1 500 ans,,.

## Taxonomie
Index Fungorum considère Armillaria gallica Marxm. & Romagn. comme le nom courant, avec A. bulbosa comme synonyme, mais selon Mycobank, A. lutea est le nom courant de l'espèce, avec pour synonymes A. gallica  et A. bulbosa. 
- Armillaria gallica, H. Marxmüller et Romagnesi, 1987.
- Armillaria bulbosa, Barla Kile & Watling[1]
- Armillaria inflata Velen.
- Armillaria lutea Gillet

## Description
Son chapeau est de 1 à 10 cm, hémisphérique devenant conico-convexe et prenant souvent l'aspect d'un béret puis étalé à marge ondulée, de couleur jaune-miel à brun orangé, il est recouvert de petites squames roussâtres.
Ses lames sont adnées, fines et serrées et doublées de lamelles, de couleur blanchâtre puis jaunâtre.
Son pied, souvent courbé, peut atteindre de 5 à 12 cm, plus clair que le chapeau et méchuleux, il porte un anneau floconneux et blanc, haut sur le pied, gardant des traces jaunâtres du voile sur le pourtour.

## Gigantisme
Comme d'autres champignons, Armillaria construit un mycelium souterrain mais contrairement à la plupart des champignons, ces fils microscopiques fusionnent pour former des cordons de la taille d'un lacet qui s'étendent sur de grandes distances pour consommer du bois mort ou faible. 
- En 1998, un spécimen d'Armiliaria gallica a été découvert dans la Forêt nationale de Malheur de la Strawberry Range dans l'est de l'Oregon aux États-Unis. Il serait la plus grande colonie connue d'un champignon unique au monde, s'étendant sur 8,9 kilomètres carrés de superficie. L'âge de cet organisme a été estimé à 2 400 ans puis à 8 000 ans, et sa taille a été réestimée à plus de 770 hectares[8]. Sa biomasse n'a pas été estimée précisément, mais pourrait approcher les 605 tonnes. Si cette colonie est considérée comme un organisme unique, il est le plus grand organisme connu dans le monde par sa superficie, et rivalise avec les peupliers faux-trembles appelés « Pando » et qui sont l'organisme connu à la biomasse la plus élevée[9].

- En 1992, un parent du clone de la Strawberry Range avait été découvert dans le sud-ouest de l'État de Washington ; il couvrait environ 6 kilomètres carrés.

- Peu avant (fin des années 1980) un autre spécimen gigantesque d'Armillaria gallica, couvrant 0,15 km2, avait été découvert sur un site près de Crystal Falls (Michigan)[10] ; avec ses environ 37 hectares, il fait à peu près de la même taille que le Mall of America de Bloomington (Minnesota)[8]. En 2018 une nouvelle évaluation a quadruplé sa superficie et doublé son âge (par rapport aux premières estimations)[8].
245 échantillons de "cordes" (regroupement tubulaire de filaments de mycélium) ont été génétiquement analysés ; ils provenaient tous du même champignon. D'après leur vitesse de croissance souterraine ce spécimen aurait au moins 2500 ans[8].  15 échantillons uniformément prélevés dans l'espace présentent un taux de mutation très lent (seulement 163 modifications génétiques sur les 100 millions de bases du génome)[8] ce qui laisse penser que ce champignon n'évolue que lentement. Mais même avec sa nouvelle estimation de taille, il reste modeste comparé à celui trouvé en Oregon en 1998[8].

## Galerie

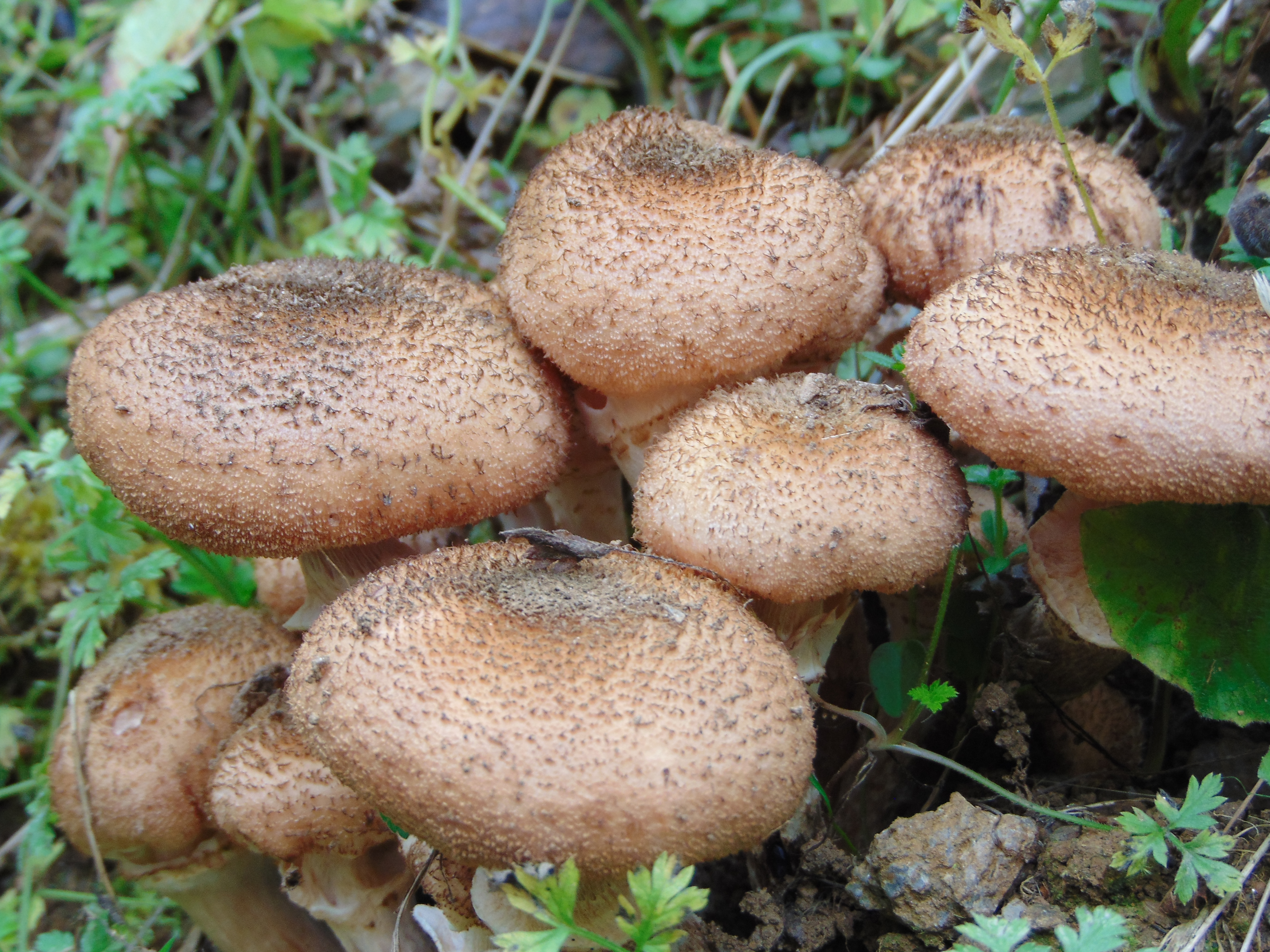
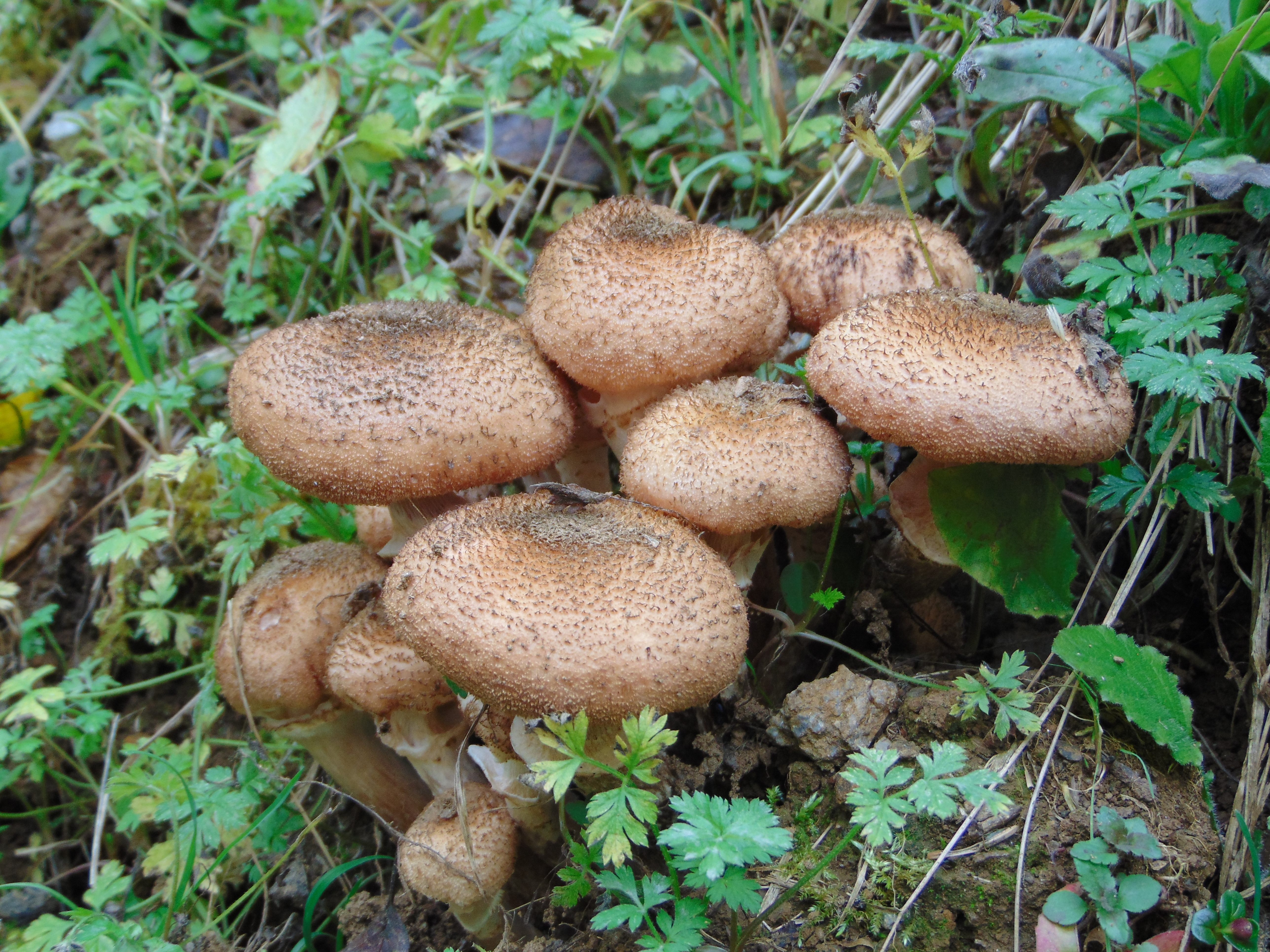
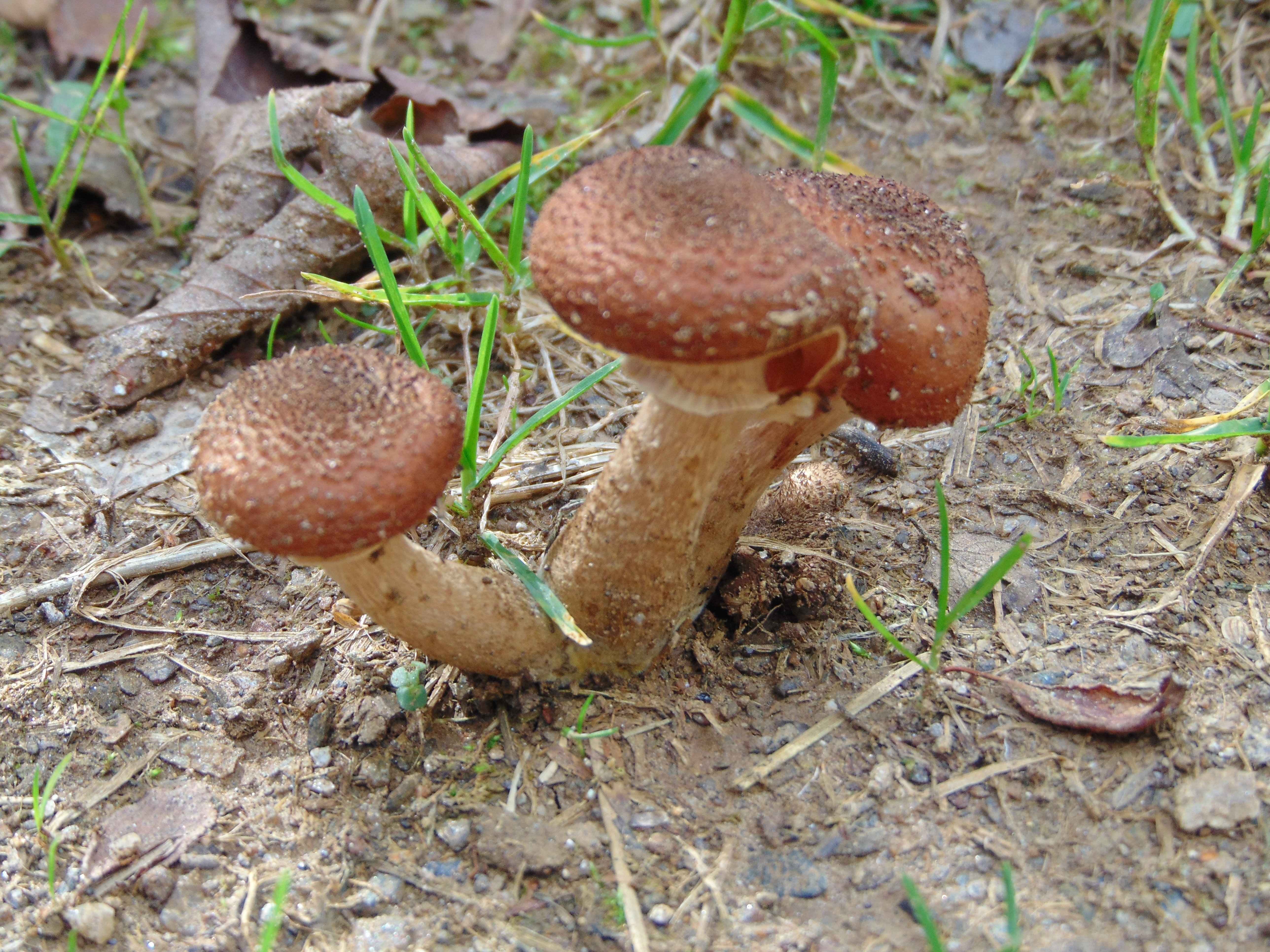
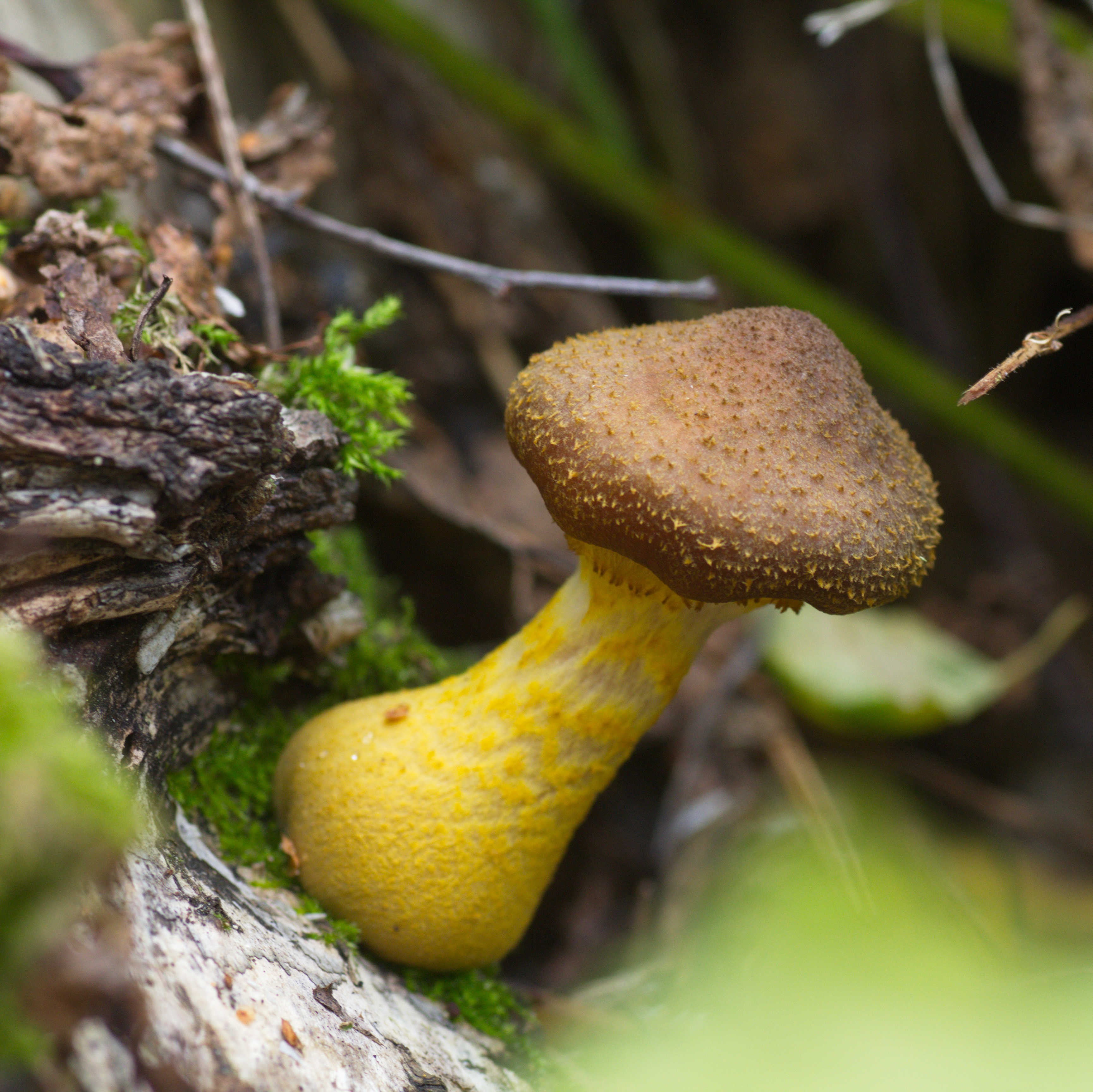
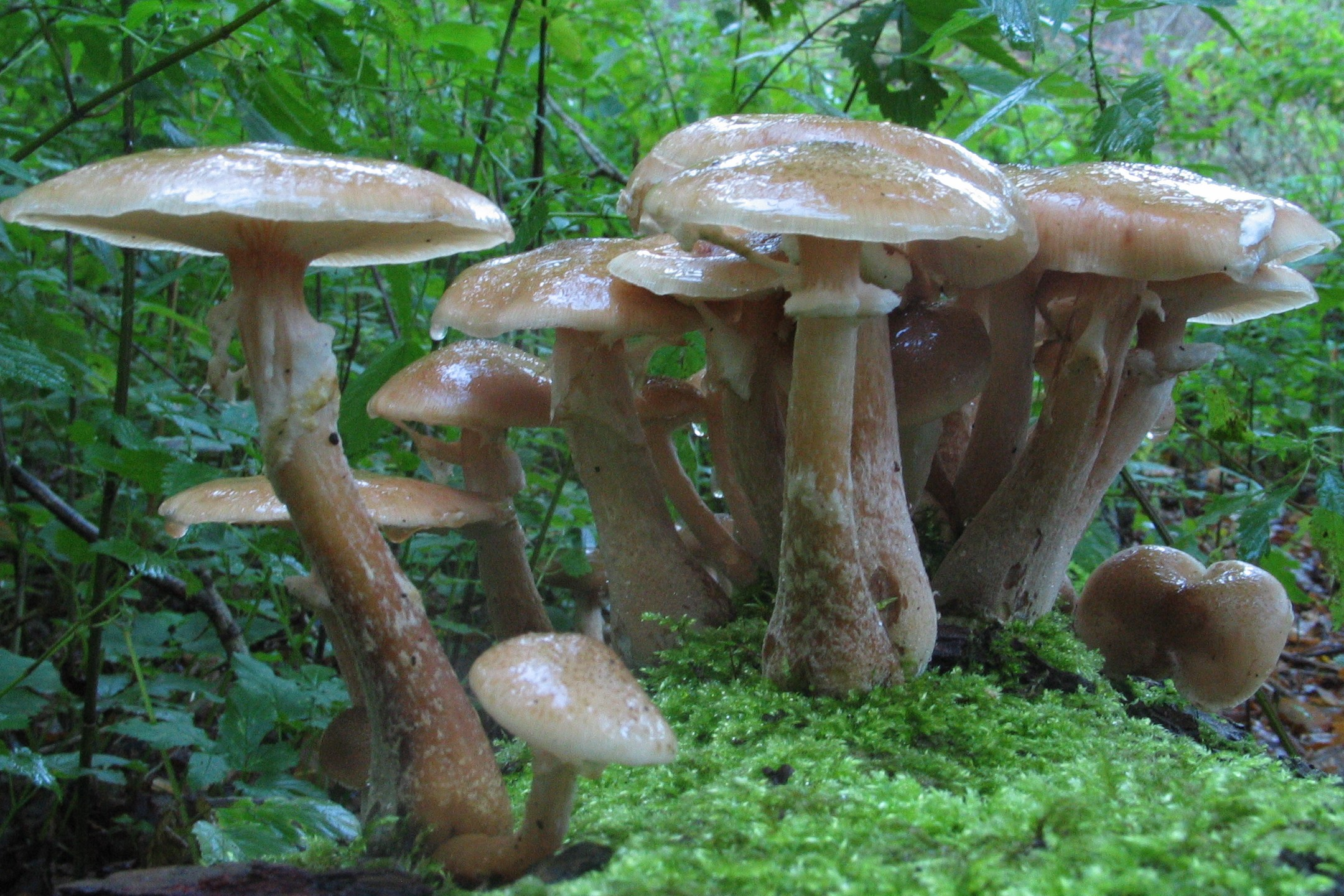
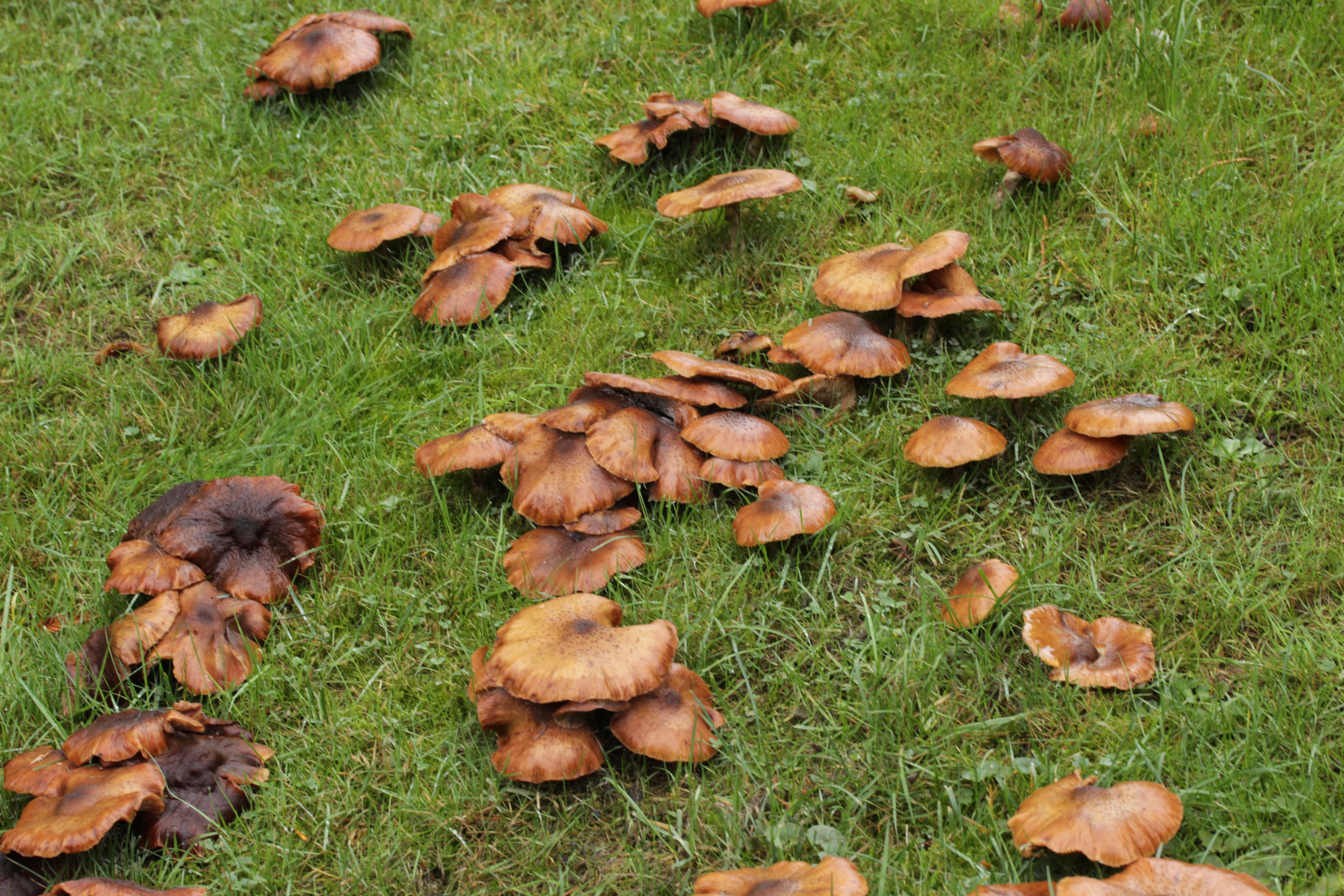